# Drakengard 2
Drakengard 2, chamado no Japão de Drag-On Dragoon 2: Sealed Red, Immoral Black (ドラッグ オン ドラグーン2 封印の紅、背徳の黒, Doraggu on Doragūn 2: Fūin no Kurenai, Haitoku no Kur), é um jogo eletrônico de RPG de ação desenvolvido pela Cavia e publicado pela Square Enix e Ubisoft. É o segundo título da série Drakengard e foi lançado exclusivamente para PlayStation 2 em junho de 2005 no Japão, fevereiro de 2006 na América do Norte e março de 2006 na Europa. A história gira em torno de Nowe, um menino criado pelo dragão Legna, e sua luta contra a tirânica facção dos Cavaleiros. Assim como o Drakengard original, a jogabilidade apresenta uma mistura de batalhas terrestres e combate aéreo com mecânicas de RPG.
Vários membros da equipe de produção do Drakengard original retornaram nas mesmas funções, incluindo o produtor Takamasa Shiba, a roteirista Sawako Natori e o desenhista de personagens Kimihiko Fujisaka. Entretanto, o diretor Yoko Taro estava ocupado com outros projetos e foi substituído por Akira Yasui, com os dois discutindo por diferenças criativas. O jogo foi projetado para ser mais atraente para o público geral, possuindo uma história mais leve e com menos temas maduros em contraste com seu antecessor predominantemente sombrio. A trilha sonora foi composta por Ryoki Matsumoto e Aoi Yoshiki como uma mistura de j-pop com música convencional de jogos eletrônicos, além de evocar as emoções dos vários personagens e da guerra.
O jogo teve uma recepção mista para negativa ao ser lançado, com os principais elogios sendo direcionados para sua história, enquanto seus gráficos foram considerados desinteressantes e a jogabilidade universalmente criticada por ser má projetada. Drakengard 2 teve um bom desempenho comercial no Japão, chegando a vender mais de 206 mil cópias. O título também recebeu uma romantização escrita por Jun Eishima. Uma tentativa de desenvolver o terceiro jogo da série acabou levando a produção do spin-off Nier em 2010, enquanto o verdadeiro terceiro título Drakengard 3 foi lançado em 2013.

## Jogabilidade
Drakengard 2 é um RPG eletrônico de ação em que a jogabilidade consiste em missões terrestres e aéreas. A história dita quais missões ficam disponíveis e suas resoluções, porém novas versões "remixadas" chamadas de "missões livres" são desbloqueadas para a medida que o jogador progride na narrativa, permitindo que ele cumpra os objetivos com os elementos de enredo removidos. É possível sair de uma das áreas jogáveis de Drakengard 2 e ir para a outra a partir do mapa. O jogador melhora os personagens jogáveis entre os vários capítulos e missões por meio de pontos de experiência adquiridos em batalha: habilidades e armas dos personagens, além das habilidades do dragão, podem ser melhoradas gradualmente. O jogo é visto a partir de uma perspectiva em terceira pessoa com câmera fixa, que acompanha o progresso do personagem através das áreas. Estão disponíveis colecionáveis na forma de armas e itens como armaduras, pontos de vida e itens especiais necessários para desbloquear certos níveis. Drakengard 2 tem três níveis de dificuldade: fácil, normal e difícil.
A jogabilidade de combate é bem similar a de seu predecessor. O jogo possui batalhas terrestres no estilo hack and slash e confrontos aéreos. O jogador controla vários personagens nas seções terrestres, trocando entre eles através do menu de pausa. Cada um dos personagens jogáveis utiliza armas diferentes; eles dispõem de ataques físicos que infligem dano à curta distância e ataques mágicos usados a fim de infligir dano à distância. Os ataques mágicos variam de personagem a personagem. Armas, habilidades mágicas e personagens sobem de nível e ficam mais fortes a medida que o jogador ganha pontos de experiência em combate.
A jogabilidade aérea envolve o voo com o dragão Legna, que é controlado pelo jogador com o objetivo de atacar formações inimigas e grandes estruturas no solo ou aeronaves no céu. Também é possível fazer uma transição rápida entre a jogabilidade terrestre e a aérea durante missões principalmente terrestres. O dragão dispara dois tipos diferentes de bola de fogo: um ataque perseguidor que inflige dano a apenas um oponente e um ataque disperso que inflige danos a um grupo de inimigos. Além disso, Legna pode realizar um ataque especial chamado "Dragon Overdrive", que mata unidades inimigas normais instantaneamente e inflige grandes danos a oponentes mais fortes. O dragão também ganha pontos de experiência e sobe de nível, infligindo maior dano e ficando mais forte. Os ataques também ficam mais fortes a partir de determinados pontos da narrativa.

## Sinopse

### Mundo
Drakengard 2 se passa em uma terra não nomeada quase duas décadas depois dos eventos do primeiro final de Drakengard. No jogo original, duas potências, o Império e a União, travaram uma guerra religiosa pelo controle dos Selos, amarrações mágicas conectadas a uma Deusa do Selo que impedia que entidades sombrias conhecidas como Observadores aparecessem no mundo mortal e destruíssem a humanidade. Caim e Angelus, um humano e uma dragão que fizeram um pacto ritual que ligou suas duas almas, envolveram-se no conflito e tentaram manter tanto os Selos quanto a Deusa em segurança. Entretanto, eles falharam e Angelus tornou-se um novo selo a fim de impedir o fim do mundo. Dezoito anos depois, os Selos são protegidos pelos Cavaleiros do Selo, que acabam crescendo até tornaram-se uma força dominante no mundo.

### Personagens
O protagonista do jogo é Nowe, um Cavaleiro do Selo que possui poderes super-humanos. Seu companheiro é Legna, um dragão que ajudou a criá-lo e estava envolvido nos eventos de dezoito anos antes. Acompanhando os dois na jornada estão Manah, a principal antagonista do jogo anterior que agora procura libertar as pessoas da opressão dos Cavaleiros; Eris, uma Cavaleira do Selo e amiga de infância de Nowe; e Urick, um ex-Cavaleiro que fez um pacto com o Ceifador em troca de sua mortalidade. O vilão principal é Gismor, o líder dos Cavaleiros do Selo. Personagens do Drakengard original que retornam são Caim, o protagonista anterior; Angelus, uma dragão e a atual Deusa do Selo; e Seere, ex-companheiro de Caim e agora o Hierarca da União. Personagens menores incluem os Guardiões dos Selos: Zhangpo, Hanch e Yaha.

### Enredo
Nowe torna-se um Cavaleiro do Selo pleno, porém começa a duvidar da ética dos métodos dos Cavaleiros durante sua primeira semana, já que os selos exigem sacrifícios humanos para permanecerem fortes. Nowe encontra Manah em sua segunda missão para garantir a proteção de um selo, com ela matando o guardião Zhangpo e destruindo o selo. Manah é sentenciada a morte na fogueira, porém usa suas habilidades mágicas para fugir. Nowe é aprisionado em sua volta por Gismor, que revela ter matado seu pai adotivo Oror. Nowe consegue escapar com a ajuda de Legna, sendo perseguido pelos Cavaleiros que desejam persuadi-lo a retornar. Os dois acabam encontrando Manah e juntam-se na missão dela para destruir os selos e, ela acredita, libertar as pessoas da opressão dos Cavaleiros. Nowe e Manah lutam e derrotam Hanch e destroem o segundo selo. Urick junta-se ao grupo com o objetivo de derrotarem um grupo de bandidos. Eles são atacados por Cavaleiros, mas são inesperadamente salvos por Caim, que também quer destruir os selos a fim de libertar Angelus da dor de ser a Deusa do Selo. O grupo derrota Yaha e destroem mais um selo, entretanto Manah é mais uma vez capturada pelos Cavaleiros e sentenciada a morte. Nowe consegue resgatá-la e seguir para o próximo selo, que costumava ser protegido por Urick antes dele ter fugido por medo de Caim. Nowe e Urick enfrentam Caim, que fere Urick mortalmente. Este morre feliz e o selo é destruído.
Nowe e Manah prosseguem para o último selo, que é protegido por Gismor. Ele é ferido e transforma-se em um ser das sombras que usa Eris para bloquear o último ataque de Nowe. Este acredita que Eris morreu, perseguindo Gismor com Manah, porém no caminho encontram Seere, que tenta impedi-los sem sucesso. Gismor revela-se ser um sobrevivente do Império à procura de vingança. Ele é derrotado e destrói o selo, libertando Angelus do aprisionamento. Seere revela as verdadeiras consequências das ações de Manah, com Nowe e Legna indo atrás de Angelus. Eles descobrem que a dragão ficou insana pela dor de ser o último selo. Caim pede para que Angelus seja morta e os dois compartilham um último momento juntos antes de desaparecerem. O mundo começa a entrar em caos com a destruição dos selos e Manah fica louca pelas memórias de suas ações dezoito anos antes. Legna leva Nowe até a Fortaleza do Dragão Sagrado, onde escutam uma profecia que conta que Nowe é uma Nova Raça criada a fim de auxiliar os dragões em sua guerra contra os Observadores. Nowe reencontra Eris, que foi curada por Seere, e liberta Manah de sua insanidade. Legna leva os três até a Terra Prometida, uma fortaleza que contém o Caixão de Ossos, um objeto dado aos dragões pelos Observadores que pode acelerar a evolução de Nowe como a Nova Raça.
O jogo possui três finais diferentes, cada um desbloqueado caso o jogo seja jogado mais vezes. No primeiro final, Legna prepara-se para iniciar a profecia, porém Nowe escolhe encontrar uma nova Deusa. Legna convoca os dragões para a batalha, mas Seere lidera um exército de golens contra eles. Manah e Nowe se beijam, o que inicia a transformação do segundo na Nova Raça. Nowe e Legna se enfrentam, com o dragão sendo morto. Eris revela que irá tornar-se a nova Deusa. O mundo é restaurado, porém Nowe e Manah sentem-se tristes porque nenhuma outra solução pode ser encontrada. No segundo final, eles chegam na Terra Prometida e Legna revela o destino de Eris, com Nowe escolhendo seguir o plano do dragão. O Caixão acaba o rejeitando e se funde com Manah. Nowe e Legna enfrentam Manah, que se sacrifica com o objetivo de destruir o poder do Caixão. Nowe, Legna e Eris então lideram os Dragões Sagrados na guerra contra os Observadores. No terceiro final, as coisas acontecem igual ao segundo final, porém Manah consegue derrotar o Caixão quando este o ataca. Legna convoca os Dragões Sagrados e os eventos ocorrem como no primeiro final. Depois da destruição de Legna e do Caixão, tanto os Observadores quanto os dragões desaparecem, deixando o mundo seguro e libertando os humanos a criarem um novo futuro para si mesmos.

## Desenvolvimento
Drakengard 2 foi anunciado em dezembro de 2004. Vários membros da equipe do Drakengard original retornaram para a sequência, como o produtor Takamasa Shiba, a roteirista Sawako Natori e o desenhista de personagens Kimihiko Fujisaka, além também do ator Shinnosuke Ikehata, que tinha dublado os personagens de Caim e Angelus. O diretor original Yoko Taro inicialmente tinha proposto a ideia de uma aventura espacial envolvendo dragões, porém isto foi vetado logo no começo. Yoko acabou não se envolvendo na criação da narrativa como tinha acontecido em Drakengard, estando ocupado com outros projetos, porém ele mesmo assim conseguiu observar o desenvolvimento da sequência. Yoko e o novo diretor Akira Yasui tiveram diferenças criativas, com o primeiro anos depois descrevendo a relação dos dois em Drakengard 2 como uma história de "amor e ódio". A relação entre os dois diretores acabou por inspirar a história para uma das armas do jogo. Yoko voltou para o projeto bem tarde no processo de produção para trabalhar como editor de vídeo para os trailers e cenas de computação gráfica. O elenco japonês tinha vários atores de filme e televisão, incluindo Ryo Katsuji, Saki Aibu, Koyuki Kato e Yoshio Harada. Shiba comentou que achava que tinham conseguido reunir um bom elenco de dubladores para o jogo.
Uma das decisões tomadas por Yasui foi fazer Drakengard 2 ser mais colorido que o jogo anterior, querendo criar algo que fosse deliberadamente o "oposto" de Drakengard. Diferentemente do original, o jogo abordava bem menos temas maduros e tabus. Shiba revelou que em parte isso se deu porque a publicadora Square Enix queria que o tom fosse aliviado a fim de deixar o jogo mais atraente ao grande público. Drakengard 2 foi projetado para manter alguns aspectos sombrios de seu predecessor, com os temas de imoralidade, guerra e morte, além da personagem de Manah, sendo mantidas em grande destaque na sequência. Outros temas explorados foram amor e ódio, e a ambivalência das principais facções do mundo: os Cavaleiros do Selo e o Culto dos Observadores. Um dos aspectos mais destacados da história foram a relação de pai e filho entre Nowe e Legna e como Manah amadureceu desde os eventos de Drakengard. Enquanto a Square Enix publicou o título no Japão, a empresa entrou em um acordo com a Ubisoft para que esta publicasse o jogo em outros territórios. A Ubisoft também cuidou da localização ocidental.
Um dos principais conceitos do protagonista Nowe era a superação do pai. Funções especiais de jogabilidade precisaram ser criadas para o personagem para a cena entre ele e Legna. Shiba teve sentimentos conflituosos sobre esse confronto final entre os dois personagens, que ele via como uma mudança drástica em relação tanto ao primeiro jogo quanto à mecânica da série de um protagonista montando um dragão. O produtor acabou escrevendo o diálogo dos dois a fim de enfatizar a relação entre eles e a dificuldade de se enfrentarem, fazendo um paralelo com cenas anteriores entre Caim e Angelus. As mortes destes dois últimos tinham a intenção de serem "rápidas e implacáveis", porém Yasui as alterou para algo mais sentimental. Urick foi criado para ser uma espécie de "grande irmão" que apoia o grupo.
Os personagens principais foram desenhados por Fujisaka, porém Legna, anteriormente chamado de "Dragão Negro", foi desenhado por Taro Hasegawa, que também trabalhou como projetista de monstros em Drakengard e Drakengard 2. Além de cuidar dos personagens, Fujisaka também desenhou os retratos das caixas de diálogos usadas durante as cutscenes, um elemento que ele inicialmente foi contra. Nowe, diferentemente de Caim, foi pensado ao redor do conceito do estereótipo do herói. O personagem foi um dos favoritos de Fujisaka para desenhar, porém Shiba não gostou tanto. O redesenho de Manah para Drakengard 2 refletia a evolução de sua personalidade e sua representação mais tradicional como uma heroína fantástica. Elementos de seus desenhos foram inspirados em Caim e Furiae, representando o "passar da tocha". Por Legna ter desempenhado papéis diferentes nos dois jogos, seu desenho e movimentos foram alterados para a sequência. A aparência de Eris foi inspirada em Casca, personagem Berserk: apesar de ter tentando não copiar partes do desenho de Casca, Fujisaka tentou transmitir aspectos de sua personalidade. Ele também tentou equilibrar este aspecto de sua representação com um lado mais feminino e afetuoso. A nova aparência de Caim tinha a intenção de representar sua situação como um viajante.

### Música
A trilha sonora de Drakengard 2 foi composta por Ryoki Matsumoto e Aoi Yoshiki, enquanto Nobuyoshi Sano, um dos compositores que trabalhou na trilha do jogo original, assumiu desta vez as funções de supervisor e diretor de áudio. Devido às grandes críticas que a música de Drakengard sofreu na época que foi lançado, Shiba pediu para que Sano trouxesse ajuda externa para a criação da trilha da sequência, algo que deixou o compositor chateado até certo ponto. O produtor desejava alguém que não tivesse tanta conexão com música para jogos eletrônicos: Matsumoto foi trazido para o jogo por causa de seus trabalhos em várias canções j-pop, principalmente "Yuki no Hana" e "Tsuki no Shizuku". O tamanho do projeto fez Matsumoto por sua vez chamar seu amigo Yoshiki para ajudá-lo nas composições. A trilha sonora foi pensada como uma fusão de j-pop e música tradicional de jogos eletrônicos, com o objetivo sendo evocar as emoções dos vários personagens e o sentimento de se estar em uma batalha.
A canção tema para a versão japonesa de Drakengard 2 foi "Hitori", que foi interpretada pela cantora Mika Nakashima. A melodia foi composta por Matsumoto e a letra escritas por Satomi. Nakashima também foi uma das produtoras da trilha sonora. "Hitori"  foi baseada em uma composição anterior para o jogo Star Ocean: The Second Story. A canção também foi escrita como uma sequência musical de "Yuki no Hana", com a letra sendo escrita a fim de incluir conexões temáticas com a história do jogo. Já a canção tema da versão norte-americana foi "Growing Wings", interpretada por Kari Wahlgren, uma localização de "Exhausted", a canção tema do Drakengard original.
Diferentemente de Drakengard, a trilha sonora de Drakengard 2 foi lançada em um único álbum comercial no dia 20 de julho de 2005. Ele consistia em 22 faixas e uma duração total de uma hora, treze minutos e três segundos. O álbum contém as músicas usadas durante as seções de jogabilidade, porém não aquelas presentes em cutscenes, porém inclui a canção tema "Hatori", que também foi lançada no formato de uma single. Duas faixas também foram lançadas como um CD promocional para o jogo, ambas como um souvenir limitado quanto parte do kit enviado para a imprensa. Incluía artes conceituais, entrevistas com os desenvolvedores e trailers.

## Recepção
Drakengard 2 teve bons números de vendas no Japão. Ele foi considerado um sucesso comercial no país, tendo vendido cem mil unidades em sua primeira semana e alcançando 170 mil cópias até o final do mês, tornando-se o segundo jogo mais vendido de junho atrás da conversão de Game Boy Advance de Mushiking: King of the Beetles. O título acabou vendendo no total 206 mil unidades no Japão até o final de 2005. O jogo foi posteriormente incluído como parte da série Ultimate Hits da Square Enix, relançamentos de jogos populares da empresa. Drakengard 2 foi recebido de forma mista para negativa pela crítica especializada. No site agregador de resenhas Metacritic, ele possui um índice de aprovação de 58/100 baseado em 34 críticas.
A história teve uma recepção mista para positiva. Ed Lewis da IGN disse que ela continuou "admiravelmente o mundo bizarro e fantasticamente medieval que foi estabelecido no jogo original", enquanto Greg Mueller da GameSpot escreveu que era "interessante [...] com muitas viradas e revelações". Simon Parkin da Eurogamer a destacou como sendo muito boa, porém achou que Nowe era "um pouco enjoativo de se assistir enquanto o enredo pesado e sombrio (e muito bom) se desenrola", já para Adam Jarvis da VideoGamer.com "a história é o ponto alto do pacote". A 1UP.com afirmou que a "clara corrente subjacente de 'talvez os mocinhos sejam os bandidos'" era um dos principais motivos para continuar jogando. Por outro lado, a GameTrailers criticou a narrativa já que os jogadores poderiam "prever quase todas as viradas de enredo que o jogo joga [neles]".
Os gráficos tiveram uma recepção bem mais mista. Lewis disse que eram "mais interessantes que os do primeiro jogo, mas muito pouco", porém Mueller por sua vez afirmou que eram "datados" e os ambientes pareciam "brandos e monótonos, e os inimigos genéricos". A GameTrailers elogiou as animações dos personagens, mas também citou os ambientes como sendo monótonos e achou que havia poucas full motion videos e muitas cutscenes renderizadas dentro do jogo, que foram descritas como "terríveis". Parkin criticou as capacidades gráficas do título, comentando que os jogadores iriam "parar de assistir à tela principal e em vez disso fixar-se no pequeno mapa no canto para guiar seu personagem em direção de pontos vermelhos hostis que materializam-se poligonalmente apenas segundos antes de você travar o alvo", enquanto Jarvis escreveu que Drakengard 2 não tinha melhorado sobre o original e que as cores eram "muito lúgubres, monótonas e escuras". A 1UP.com afirmou que os gráficos "[não] estão no mesmo nível de qualidade visual que outros títulos da Cavia como Ghost in the Shell: Stand Alone Complex [ou] Naruto: Uzumaki Ninden".
A jogabilidade foi muito criticada. Parkin comentou que a jogabilidade de batalha era "peso leve" e que o equilíbrio entre combate aéreo e terrestre era ruim apesar do sistema de nivelamento de personagem ser bom, já Lewis a descreveu como sem estratégia e que o jogo "apenas joga mais inimigos tediosos para percorrer". A GameTrailers afirmou que "não há nada novo aqui", enquanto Mueller disse que era "no máximo tediosa, no mínimo frustrante". A 1UP.com escreveu que o combate era "quase enjoativo de se olhar", mas citou os elementos de RPG como características redentoras. Jarvis simplesmente falou que a jogabilidade era "velha", afirmando que era a maior falha do jogo.

## Legado
Drakengard 2 recebeu uma romantização no Japão escrita por Emi Nagashima usando seu pseudônimo Jun Eishima. O jogo recebeu uma menção honrosa em setembro de 2013 por Tim Rogers da Kotaku como um dos melhores títulos para PlayStation 2. Rogers elogiou as mecânicas de desvio no combate e sua atmosfera geral. Yoko e Shiba reuniram-se novamente a fim de criar outro jogo da série, porém o conceito desenvolveu-se em Nier, um spin-off a partir do quinto final do primeiro jogo. A Cavia foi absorvida em julho de 2010 por sua empresa-mãe AQ Interactive. e Yoko tornou-se independente. Shiba tentou produzir um terceiro título principal da série na AQ, porém foi mal sucedido. Drakengard 3 acabou produzido pela AccessGames e lançado em 2013, com Shiba, Yoko, Natori e Fujisaka retornando nas mesmas funções e a história sendo uma prequela do Drakengard original. Yoko expressou após a estreia de Drakengard 3 interesse em produzir um novo spin-off da série, porém na época não especificou se isto estava relacionado com Nier. Nier: Automata, uma sequência de Nier, foi desenvolvido pela PlatinumGames e lançado em 2017, com Yoko como diretor e roteirista.